# Park Narodowy Shambe
Park Narodowy Shambe (ang. Shambe National Park) – park narodowy położony w centralnej części Sudanu Południowego o powierzchni około 620 km², utworzony w 1985 roku. Położony jest w zachodnich granicach Nilu Białego, w których leży jezioro Shambe.
Park został utworzony dla zachowania środowiska naturalnego dla m.in.: nosorożców, hipopotamów i gazeli.
Cały obszar parku jest ostoją ptaków IBA rozciągającą się wzdłuż Nilu Białego prawie do granicy z Sudanem. Spotkać tam można m.in. takie gatunki ptaków, jak: ibis kasztanowaty, ibis czczony, czapla złotawa, gęsiec, drzewica białolica, żołna czerwonogardła z rodzaju Merops, dzierzba rdzawa z rodzaju Lanius i pustułka rdzawa.